# 新鶴駅
新鶴駅（にいつるえき）は、福島県大沼郡会津美里町立石田（たちいしだ）字下石田甲にある、東日本旅客鉄道（JR東日本）只見線の駅である。

## 歴史
- 1926年（大正15年）10月15日：一般駅として開業[1][2]。
- 1971年（昭和46年）8月29日：貨物の取り扱いを廃止[2]。
- 1986年（昭和61年）
  - 2月1日：荷物の取り扱いを廃止[2]。
  - 11月7日：無人化[3]（隣にある農協GSで乗車券を販売していた）。
- 1987年（昭和62年）4月1日：国鉄分割民営化により、JR東日本の駅となる[2][4]。
- 2000年（平成12年）1月：駅舎を改築。

## 駅構造
単式ホーム1面1線を有する地上駅である。元は相対式ホーム2面2線と貨物ホーム2本を有したが、現在は1面1線と貨物ホームを撤去した。撤去されたホームの脇に鉄道防雪林がある。
かつてはこの駅から新鶴名産の新鶴米のほか、木材、枕木、穀類などが出荷された。到着貨物には肥料、セメント、砂利、石炭などが多かった。現在は貨物の扱いは廃止されている。貨物用ホームの車止めが一つと向かいのホームの駅名標やその枠、信号またはポイントを切り替えるためのテコがあった跡がある。
会津若松駅管理の無人駅で、2000年（平成12年）築の開放的な駅舎がある。会津高田駅や会津本郷駅などと同じ意匠で、内部には待合所のみがある。

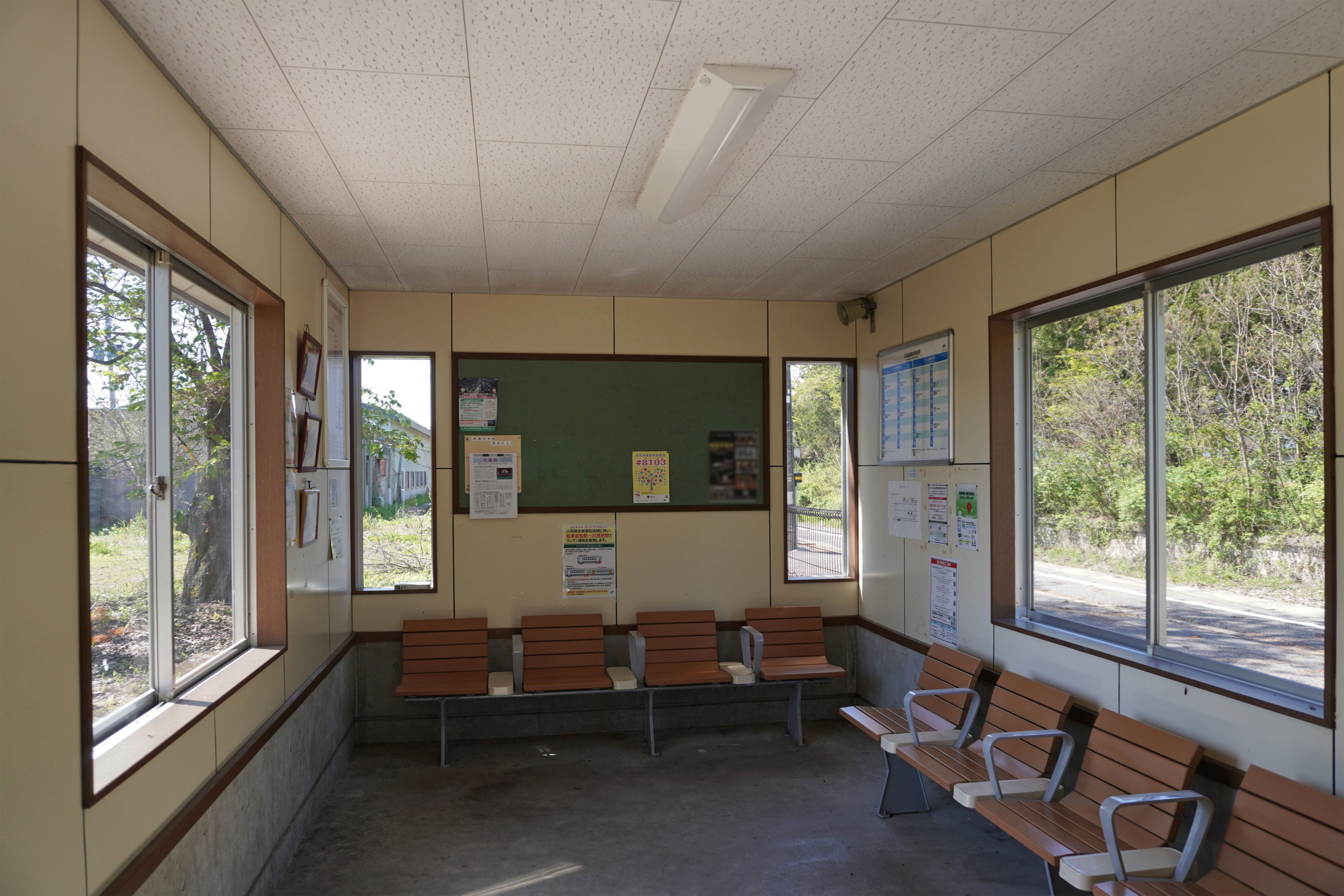
待合室（2023年4月）
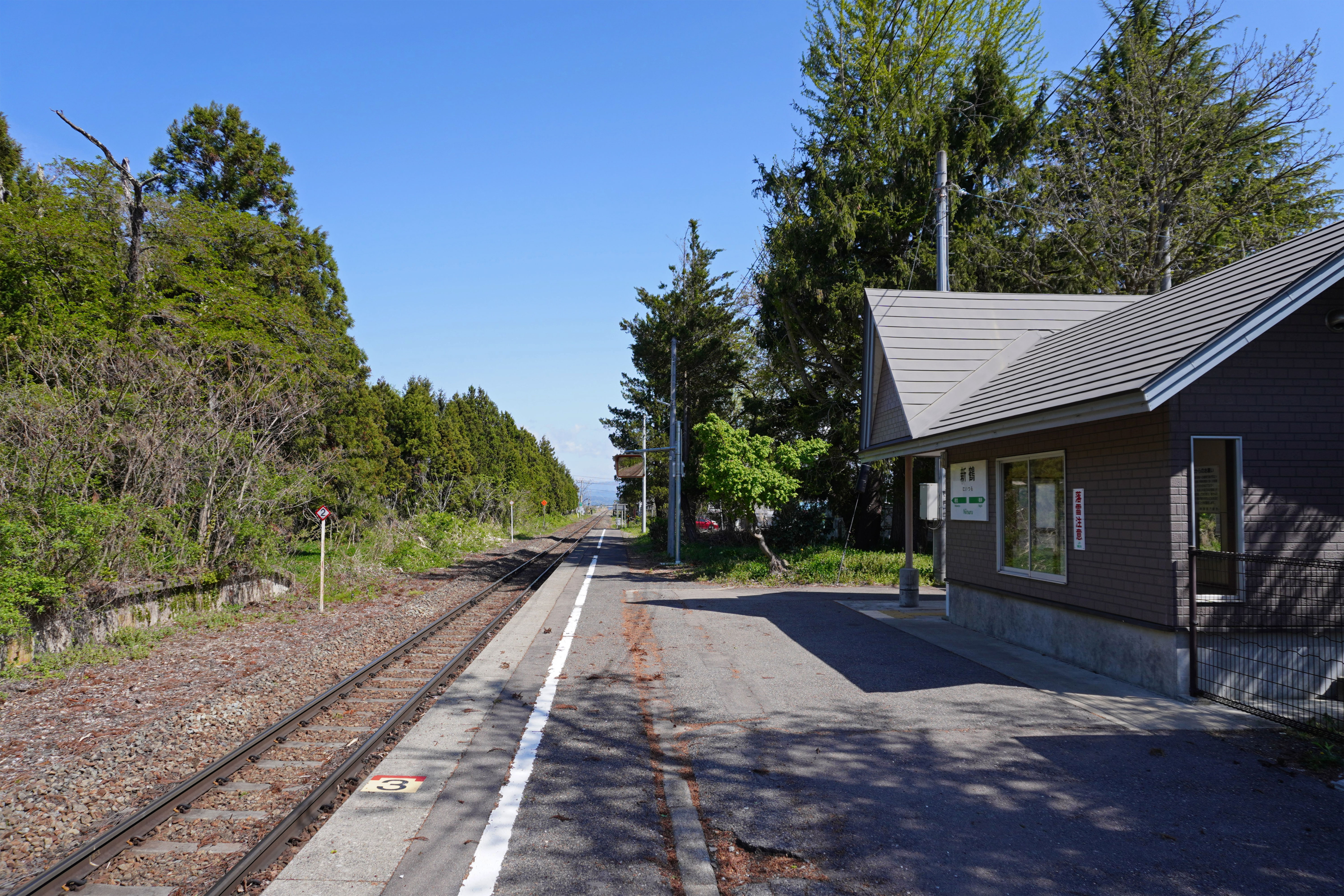
ホーム（2023年4月）

## 利用状況
「福島県統計年鑑」によると、2000年度（平成12年度）- 2004年度（平成16年度）の1日平均乗車人員の推移は以下のとおりであった。
| 乗車人員推移       | 乗車人員推移     | 乗車人員推移 |
| 年度               | 1日平均 乗車人員 | 出典         |
| ------------------ | ---------------- | ------------ |
| 2000年（平成12年） | 68               | [ 5 ]        |
| 2001年（平成13年） | 60               | [ 6 ]        |
| 2002年（平成14年） | 58               | [ 7 ]        |
| 2003年（平成15年） | 60               | [ 8 ]        |
| 2004年（平成16年） | 44               | [ 9 ]        |

## 駅周辺
- JA会津よつば新鶴支店
- 日枝神社
- 田子薬師堂
- 会津美里町役場新鶴支所（旧・新鶴村役場）
- 新鶴郵便局
- 会津美里町立新鶴小学校
- 会津美里町立新鶴中学校
- 新鶴改善センター
- 新鶴公民館
- デイサービス ちとせ
- にいつるホーム
- 福島県道22号会津坂下会津高田線
- 福島県道59号会津若松三島線
- 福島県道221号新鶴停車場線
- 新鶴温泉
- 会津乗合自動車「新鶴駅前」停留所

## 隣の駅
東日本旅客鉄道（JR東日本）
■只見線
根岸駅 - 新鶴駅 - 若宮駅